# Lourdes kommun, Colombia
Lourdes är en kommun i Colombia.   Den ligger i departementet Norte de Santander, i den norra delen av landet, 400 km norr om huvudstaden Bogotá. Antalet invånare är 3 448. Arean är 87 kvadratkilometer.
Terrängen i Lourdes är bergig västerut, men österut är den kuperad.